# Comitas
Comitas là một chi ốc biển kích thước trung bình-nhỏ, là động vật thân mềm chân bụng sống ở biển trong họ Turridae.

## Loài và phân loài
Các loài và phân loài thuộc chi Comitas bao gồm:
| - Comitas aequatorialis (Thiele, 1925) - Comitas albicincta (A. Adams & Reeve, 1850) - Comitas anteridion (Watson, 1881) - Comitas arcana (E. A. Smith, 1899) - Comitas bolognai - Comitas breviplicata (E. A. Smith, 1899) - Comitas chuni (von Martens, 1902) - Comitas ensyuensis (Shikama & Hayashi in Shikama, 1977) - Comitas erica (Thiele, 1925) - Comitas eurina (E. A. Smith, 1899) - Comitas exstructa (von Martens, 1903) - Comitas fusiformis - Comitas gagei - Comitas galatheae Powell, 1969 - Comitas granuloplicata Kosuge, 1992 - Comitas halicyria (Melvill, 1904) - Comitas hayashii (Shikama, 1977) - Comitas kaderlyi (Lischke, 1872) - Comitas kamakurana (Pilsbry, 1895) - Comitas kirai Powell, 1969 - Comitas kuroharai (Oyama, 1962) - Comitas laura (Thiele, 1925) - Comitas lurida (A. Adams & Reeve, 1850) - Comitas luzonica Powell, 1969 - Comitas malayana (Thiele, 1925) - Comitas margaritae (E. A. Smith, 1904) - Comitas melvilli (Schepman, 1913) | - Comitas monile - Comitas murrawolga (Garrard, 1961) - Comitas nana - Comitas oahuensis Powell, 1969 - Comitas obtusigemmata (Schepman, 1913) - Comitas onokeana King, 1933 - Comitas onokeana vivens Dell, 1956 - Comitas opulenta (Thiele, 1925) - Comitas oregonensis - Comitas pachycercus Sysoev & Bouchet, 2001 - Comitas pagodaeformis (Schepman, 1913) - Comitas peelae Bozzetti, 1993 - Comitas raybaudii Bozzetti, 1994 - Comitas rex Sysoev, 1997 - Comitas rotundata (Watson, 1881) - Comitas saldanhae (Barnard, 1958) - Comitas spencerensis - Comitas stolida (Hinds, 1843) - Comitas subsuturalis (von Martens, 1902) - Comitas suluensis Powell, 1969 - Comitas symbiotes (Wood-Mason & Alcock, 1891) - Comitas terrisae - Comitas thisbe (E. A. Smith, 1906) - Comitas trailli (Hutton, 1873) - Comitas undosa (Schepman, 1913) - Comitas waihaoensis - Comitas yukiae (Shikama, 1962) |

Đồng nghĩa:
- Comitas claviforma Kosuge, 1992 là danh pháp gốc của Leucosyrinx claviforma (Kosuge, 1992)[1]